# Ян Еліассон
Ян Кеннет Гленн Еліассон (швед. Jan Kenneth Glenn Eliasson; нар. 17 вересня 1940, Гетеборг, Вестра-Йоталанд, Швеція) — шведський соціал-демократичний політик, дипломат, Голова Генеральної Асамблеї ООН (2005—2006), міністр закордонних справ Швеції (2006), перший заступник Генерального секретаря ООН (2012—2016).

## Освіта
З 1957 по 1958 навчався в Індіані, США за програмою обміну студентами, потім в 1962 році закінчив шведську військово-морську академію. У 1965 році отримав ступінь магістра з економіки в Школі бізнесу, економіки та права Гетеборзького університету. Він також має почесний диплом Американського університету (1994), Гетеборзького університету (2001) та Уппсальского університету (2005).

## Кар'єра

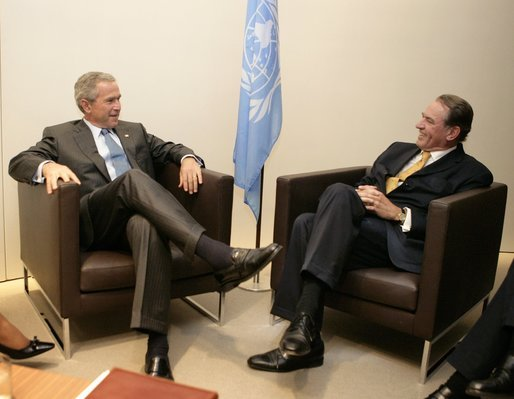
Ян Еліассон (праворуч) та Джордж Буш (2005 рік)

Еліассон почав свою дипломатичну кар'єру в 1965 році, зі стажування в шведському міністерстві закордонних справ. З 1982 по 1983 був дипломатичним радником шведського прем'єр-міністра Улофа Пальме, а з 1983 по 1987 генеральним директором з політичних питань у міністерстві закордонних справ.
З 1980 по 1986 Еліассон брав участь у місії ООН з посередництва у ірано-іракської війни. З 1988 по 1992 займав пост постійного представника Швеції в ООН і одночасно був особистим представником Генерального секретаря ООН з питань Ірану і Іраку. В 1991 році був головою робочої групи в Генеральній Асамблеї ООН з надання надзвичайної допомоги і заступником Голови Економічної і Соціальної Ради ООН (ЕКОСОР) з 1991 по 1992. У 1992 році Еліассон був призначений першим заступником Генерального секретаря ООН з гуманітарних питань. Він брав участь в операціях в Сомалі, Судані, Мозамбіку і на Балканах.
З 1994 по 1999 Еліассон був статс-секретарем МЗС, потім з 2000 по 2005 послом Швеції в США. 13 червня 2005 він був одноголосно обраний Головою 60-ї сесії Генеральної Асамблеї Організації Об'єднаних Націй. Він займав цю посаду з 13 вересня 2005 по 11 вересня 2006 року.
З 24 квітня по 6 жовтня 2006 року він також був міністром закордонних справ Швеції в соціал-демократичному кабінеті Йорана Перссона. Після парламентських виборів у вересні 2006 року, коли його партія програла вибори, він оголосив, що буде викладати в Уппсальський університеті.
У грудні 2006 року Генеральний секретар ООН Кофі Аннан призначив Еліассона спеціальним посланником в Дарфурі, Судан. 2 березня 2012 Генеральний секретар Пан Гі Мун призначив Яна Еліассона першим заступником Генерального секретаря Організації Об'єднаних Націй. Він приступив до виконання обов'язків першого заступника Генерального секретаря 1 липня 2012.

## Сім'я
Ян Еліассон з сім'ї робітника. Він одружений, має трьох дітей: дочок Анну і Емілі і сина Йохана. Дружина Керстін — статс-секретар міністерства освіти. Брат Рогер Хольтбак (швед. Roger Holtback, нар. 1945) був одним з керівників концерну «Вольво».